# 사사키 리오
사사키 리오(일본어: 佐々木 里緒, 2004년 9월 17일 ~ )는 일본의 여자 축구 선수이다.

## 구단 경력
2023년 WE리그의 마이나비 센다이에 입단하였다.

## 국가대표팀 경력
그녀는 2022년 아시안 게임에 참가할 일본 국가대표 B팀에 발탁되었으며, 일본이 우승을 달성하는데 크게 기여하였다.
2024년 FIFA U-20 여자 월드컵에 참가할 일본 U-20 국가대표팀에 발탁되었으며, 7경기에 출전, 준우승에 기여했다.
2025년 4월 6일 콜롬비아과의 경기에서 일본 국가대표팀에 데뷔했다.